# 欧洲药典
《欧洲药典》（European Pharmacopoeia）为欧洲药品质量检测的惟一指导文献。第9版收錄了總論及個論共計3000篇，適用於38個歐洲國家，並在全球100多個國家使用，内容涉及各种化学物质，抗生素，生物制品；人类疫苗及兽用疫苗；免疫制剂；放射性治疗物质；草药；顺势疗法制剂及原料。它还收录了剂量表，总论，原料，容器，缝合线；268种一般方法均配有插图或色谱图，2210种试剂都做出了描述。

## 第143届会议的欧洲药典委员会
2012年6月19日至20日，斯特拉斯堡，法国在其143路欧洲药典委员会会议上，通过了六项新的文本，包括：3专着阿托伐醌（2192），奥卡西平（2577）和淀粉，羟丙基预胶化（2645），专着1部放射性化合物，放射性标记 （2464），镓（68Ga）溶液专着1部，草药和草药的准备，黑加仑叶（2528）和一个分析方法上 没有残留的百日咳毒素和百日咳毒素不可逆的。
委员会还通过了52项修订后的专着。通过（在上次会议上的委员会）的修订版，药品使用的物质 ，一般专着 （2034）和三个一般的方法测定的甲基，乙基和异丙基甲磺酸盐，生产部11活性物质甲磺酸盐的专着，相应的修改。通过总章 2.6.33剩余百日咳毒素和百日咳不可逆的类毒素，了九个专着疫苗修订，引用这个新的篇章。描述的协议。
在本章中，这是一个生物标准化计划的研究结果，将有助于标准化的方法，并因此减少了不必要的动物使用。一般的篇章 电位滴定法（2.2.20）还通过了修改后的版本 。这些文本将生效，并将于2013年7月1日出版的附录中7.8。列表中的所有通过的文本将被EDQM网站上公布。
在其143路会议期间，委员会也批准：创建一个新的 工作小组第二次鉴定试验。这个工作的首要目标党的任务是制定一个指导性文件确定的标准列入的第二个系列的鉴定试验在个人专着，仅在药店进行。这将还包括审查药店为此目的提供的方法和仪器。参考的细胞治疗产品 的条款延长 工作小组，以制定一项般的文字处理与微生物控制的器官和组织供人类使用，包括保护和其他相关媒体。因此，工作组更名为细胞治疗产品，工作小组的组织和器官。
该委员会下届会议将于2012年11月27日至28日。2013年的会议日期经证监会批准：19-20 3月18日至19日和2013年11月26日至27日。